# Okręgowe rozgrywki w piłce nożnej woj. białostockiego (1955)
21. Edycja okręgowych rozgrywek w piłce nożnej województwa białostockiego

Okręgowe rozgrywki w piłce nożnej województwa białostockiego prowadzone są przez Białostocki Okręgowy Związek Piłki Nożnej, rozgrywane są w trzech ligach, najwyższym poziomem jest klasa A, następnie klasa B (2 grupy) i klasa C (brak danych co do ilości grup).
W roku 1955 na skutek odwilży politycznej wiele klubów powróciło do swoich historycznych nazw, bądź przybrało nowe. W okręgu białostockim proces zmian trwał przez kilka lat, dochodziło do fuzji oraz wycofania poszczególnych drużyn.
Mistrzostwo Okręgu zdobyły Wigry Suwałki.

Okręgowy Puchar Polski zdobyła drużyna Gwardii Białystok.
Drużyny z województwa białostockiego występujące w centralnych i makroregionalnych poziomach rozgrywkowych:
- I Liga – brak
- II Liga – brak
- III Liga – Mazur Ełk, Gwardia Białystok.

(Zmiana nazwy Kolejarz na Mazur Ełk)
| Rozgrywki       | Poziomy rozgrywkowe w sezonie 1955 | Poziomy rozgrywkowe w sezonie 1955        | Poziomy rozgrywkowe w sezonie 1955        | Poziomy rozgrywkowe w sezonie 1955        | Poziomy rozgrywkowe w sezonie 1955        | Poziomy rozgrywkowe w sezonie 1955        | Poziomy rozgrywkowe w sezonie 1955        |
| --------------- | ---------------------------------- | ----------------------------------------- | ----------------------------------------- | ----------------------------------------- | ----------------------------------------- | ----------------------------------------- | ----------------------------------------- |
| Centralne       | I poziom ligowy                    | I Liga                                    | I Liga                                    | I Liga                                    | I Liga                                    | I Liga                                    | I Liga                                    |
| Centralne       | II poziom ligowy                   | II Liga                                   | II Liga                                   | II Liga                                   | II Liga                                   | II Liga                                   | II Liga                                   |
| Makroregionalne | III poziom ligowy                  | III Liga – 8 grup                         | III Liga – 8 grup                         | III Liga – 8 grup                         | III Liga – 8 grup                         | III Liga – 8 grup                         | III Liga – 8 grup                         |
| Okręgowe        | IV poziom ligowy                   | Klasa A                                   | Klasa A                                   | Klasa A                                   | Klasa A                                   | Klasa A                                   | Klasa A                                   |
| Okręgowe        | V poziom ligowy                    | Klasa B-gr.I                              | Klasa B-gr.I                              | Klasa B-gr.I                              | Klasa B – gr.II                           | Klasa B – gr.II                           | Klasa B – gr.II                           |
| Okręgowe        | VI poziom ligowy                   | Klasa C – (brak danych co do ilości grup) | Klasa C – (brak danych co do ilości grup) | Klasa C – (brak danych co do ilości grup) | Klasa C – (brak danych co do ilości grup) | Klasa C – (brak danych co do ilości grup) | Klasa C – (brak danych co do ilości grup) |

## Klasa A – IV poziom rozgrywkowy
| Lp.    | Drużyna                   | M   | Z    | R  | P    | Bramki | Bramki | Różn. | Pkt. | Uwagi                   |
| ------ | ------------------------- | --- | ---- | -- | ---- | ------ | ------ | ----- | ---- | ----------------------- |
| 1      | Wigry Suwałki (B)         | 22  | 17   | 3  | 2    | 83     | 20     | +63   | 37   | Baraże do III ligi      |
| 2      | Pogoń Łapy(b)             | 22  | 15   | 4  | 3    | 88     | 28     | +60   | 34   |                         |
| 3      | Ognisko Białystok(b)      | 22  | 13   | 3  | 6    | 59     | 28     | +31   | 29   |                         |
| 4      | Gwardia II Białystok (W)  | 22  | 13   | 2  | 7    | 60     | 33     | +27   | 28   | Rezerwy wycofane*       |
| 5      | Sokół Sokółka             | 22  | 10   | 7  | 5    | 58     | 34     | +24   | 27   |                         |
| 6      | Syrena Hajnówka(b)        | 22  | 9    | 4  | 9    | 42     | 52     | -10   | 22   |                         |
| 7      | Victoria Białystok        | 22  | 7    | 4  | 11   | 38     | 53     | -15   | 18   |                         |
| 8      | Budowlani Grajewo         | 22  | 7    | 4  | 11   | 47     | 64     | -17   | 18   |                         |
| 9      | Jagiellonia Białystok (W) | 22  | 8    | 2  | 12   | 42     | 82     | -40   | 18   | Po sez. wycofana        |
| 10     | Wissa Szczuczyn(b)        | 22  | 6    | 1  | 15   | 41     | 74     | -33   | 13   |                         |
| 11     | Mazur II Ełk (S)          | 22  | 4    | 1  | 17*  | 25     | 71*    | -49   | 9*   | Spadek do niższej klasy |
| 12     | Gwardia Łomża(b) (S)      | 22  | 3    | 3  | 16*  | 22     | 72*    | -50   | 9*   | Spadek do niższej klasy |
| Tabela | Tabela                    | 264 | 112* | 38 | 114* | 605*   | 611*   |       | 262* |                         |

- Przed sezonem decyzją władz WKKF postanowiono, że Budowlani Sokółka pozostali w klasie A.[2]
- Gwardia Łomża z powodu dwukrotnego nie stawienia się na mecz została karnie zdegradowana do klasy B, pozostałe mecze jako walkowery[3].
- Wynik meczu Mazur II: Gwardia Łomża, zweryfikowano jako obustronny walkower.
- Zmiana nazwy: Budowlani na Wigry Suwałki, Kolejarz na Pogoń Łapy, Kolejarz na Ognisko Białystok, Budowlani na Sokół Sokółka, Kolejarz na Syrena Hajnówka, Ogniwo na Victoria Białystok, Budowlani na Jagiellonia Białystok, LZS na Wissa Szczuczyn, Kolejarz na Mazur Ełk.
- Po sezonie zespół Jagiellonii Białystok wycofał się z rozgrywek, nie wystawiając swojej drużyny w następnym sezonie.
- Po sezonie nastąpiło rozwiązanie klubu Budowlanych Grajewo, drużynę i miejsce w A klasie przejęła Warmia (klasa B).
- Po sezonie Gwardia Łomża zmieniła nazwę na Start Łomża.
- Po sezonie Spójnia Suwałki połączyła się z Budowlanymi Suwałki.

## Klasa B – V poziom rozgrywkowy
Grupa I
| Poz. | Drużyna                 | M  | Z | R | P | Bramki | Punkty |
| ---- | ----------------------- | -- | - | - | - | ------ | ------ |
| 1    | ŁKS Budowlani Łomża (s) | 16 |   |   |   | 49-16  | 28     |
| 2    | Włókniarz Zambrów (b)   | 16 |   |   |   | 49-18  | 24     |
| 3    | Warmia Grajewo* (b)     | 16 |   |   |   | 59-24  | 20     |
| 4    | Pogoń Sejny (b)         | 16 |   |   |   | 43-31  | 18     |
| 5    | Naprzód Augustów        | 16 |   |   |   | 37-37  | 18     |
| 6    | Lega Olecko             | 16 |   |   |   | 42-47  | 16     |
| 7    | Iskra Kolno             | 16 |   |   |   | 29-40  | 9      |
| 8    | Start Łomża (b)         | 16 |   |   |   | 25-70  | 7      |
| 9    | LZS Prostki             | 16 |   |   |   | 71-61  | 20     |

- Zmiana nazwy:

> Kolejarz na ŁKS Budowlani Łomża.

> Spójnia na Lega Olecko.

> Ogniwo Kolno na Iskra Kolno.
- Warmia Grajewo połączyła się z Budowlanymi Grajewo i zajęła ich miejsce w klasie A.
- Przed sezonem fuzja Budowlanych z Kolejarzem i Spartą Łomża w jeden klub o nazwie ŁKS Budowlani Łomża.
- Iskra Kolno wycofała się z rozgrywek po sezonie.

Grupa II
| Poz. | Drużyna                   | M  | Z  | R | P  | Bramki | Punkty |
| ---- | ------------------------- | -- | -- | - | -- | ------ | ------ |
| 1    | Start Supraśl             | 16 | 12 | 2 | 2  | 73-19  | 26     |
| 2    | LZS Uhowo (b)             | 16 | 12 | 1 | 3  | 46-23  | 25     |
| 3    | Unia Czarna Wieś          | 16 | 9  | 3 | 4  | 40-35  | 21     |
| 4    | Start Białystok (b)       | 16 | 8  | 1 | 7  | 43-40  | 17     |
| 5    | Sparta Hajnówka           | 16 | 6  | 4 | 6  | 42-36  | 16     |
| 6    | Sparta Siemiatycze        | 16 | 5  | 2 | 9  | 43-54  | 12     |
| 7    | Unia Choroszcz            | 16 | 5  | 2 | 9  | 30-50  | 12     |
| 8    | Budowlani Bielsk Podlaski | 16 | 5  | 1 | 10 | 31-56  | 11     |
| 9    | LZS Białowieża            | 16 | 1  | 2 | 13 | 9-44   | 4      |

- Zmiana nazwy:

> Spójnia na Sparta Hajnówka.

> Budowlani na Sparta Siemiatycze.

## Klasa C – VI poziom rozgrywkowy
Brak danych dotyczący ilości grup.

## Puchar Polski – rozgrywki okręgowe
- Finał – Gwardia Białystok: Mazur Ełk 3:0